# Crotalaria incrassifolia
Crotalaria incrassifolia är en ärtväxtart som beskrevs av Roger Marcus Polhill. Crotalaria incrassifolia ingår i släktet sunnhampor, och familjen ärtväxter. Inga underarter finns listade i Catalogue of Life.